# Pseudallescheria desertorum
Pseudallescheria desertorum är en svampart som först beskrevs av Arx & Moustafa, och fick sitt nu gällande namn av McGinnis, A.A. Padhye & Ajello 1982. Pseudallescheria desertorum ingår i släktet Pseudallescheria och familjen Microascaceae.   Inga underarter finns listade i Catalogue of Life.